# عبد الرحيم علي
عبد الرحيم علي (1963 - )؛ كاتب صحفي مصري، وعضو مجلس النواب المصري سابقا عن دائرة الدقي والعجوزة بمحافظة الجيزة وعضو نقابة الصحفيين المصريين.

## أهم المناصب التي يشغلها
- رئيس مجلس إدارة ورئيس تحرير جريدة البوابة وموقع البوابة نيوز
- رئيس المركز العربي للبحوث .[6]
- رئيس مجلس إدارة مركز دراسات الشرق الأوسط بباريس.[7]
- رئيس مجلس إدارة المركز العربي للصحافة بالقاهرة.[8]
- رئيس تحرير مجلة «المرجع».[9]

## البرامج التلفزيونية

### الصندوق الأسود
عبد الرحيم علي هو معد ومقدم البرنامج التلفزيوني الصندوق الأسود، وعرض البرنامج أول مرة على قناة القاهرة والناس، ثم انتقل إلى قناة العاصمة، ومؤخرا تم عرضه على قناة النهار.

## مؤلفاته
- المخاطرة في صفقة الحكومة وجماعات العنف – 1998.[11]
- أسامة بن لادن الشبح الذي صنعته أمريكا – 2001.
- سيناريوهات ما قبل السقوط – 2002.
- المقامرة الكبرى – مبادرة وقف العنف بين رهان الحكومة والجماعة الإسلامية – 2003.
- موسوعة الحركات الإسلامية (8 أجزاء).[12]
- الإسلام وحرية الرأى والتعبير – 2005.
- الإخوان المسلمون – فتاوى في: الأقباط والديمقراطية والمرأة والفن – 2005.
- الإعلام العربي وقضايا الإرهاب – 2007.
- كشف البهتان – الإخوان المسلمون .. وقائع العنف وفتاوى التكفير.[13]
- كتاب الطريق الي الاتحادية.